# Thèze
Thèze é uma comuna francesa na região administrativa da Nova Aquitânia, no departamento dos Pirenéus Atlânticos. Estende-se por uma área de 7,89 km². Em 2010 a comuna tinha 865 habitantes (densidade: 109,6 hab./km²).